# Тобогган
Тобо́гган, тобога́н или таббоган — бесполозные сани, использовавшиеся индейцами Северной Америки. Представляют собой несколько скреплённых досок с загнутым передком. Длина саней 3—4 метра, ширина 30—40 сантиметров. Использовались обычно для перевозки грузов вручную или с помощью собак, иногда для катания с гор. Название происходит из восточной ветви алгонкинской языковой группы, от слова «тобаакан» или «odabaggan» (язык индейцев микмак), o’daban´ (оджибве). 
В начале XX века проводились официальные соревнования по спуску с гор на усовершенствованном тобоггане. В 1923 году была основана Международная федерация бобслея и тобоггана (фр. Fédération Internationale de Bobsleigh et de Tobogganing — FIBT) — ФИБТ. Несмотря на то, что вскоре проведение соревнований по тобоггану прекратилось, и сегодня федерация занимается развитием только бобслейного спорта, упоминание тобоггана в её названии сохранялось как дань традиции вплоть до 2015 года.
В России также тобогганом называют вид водной горки в аквапарках (с открытым верхом).